# Jeff Withey
Jeffree „Jeff“ David Withey (* 7. März 1990 in San Diego, Kalifornien) ist ein US-amerikanischer Basketballspieler.

## Karriere
Withey spielte vier Jahre für die University of Kansas. Zuvor war er an der University of Arizona eingeschrieben, spielte jedoch kein Spiel für die Universitätsmannschaft. Nach seiner Collegekarriere wurde er bei der NBA-Draft 2013 von den Portland Trail Blazers ausgewählt und kurz darauf zu den New Orleans Pelicans verkauft. In New Orleans kam Withey in zwei Jahren auf 3,0 Punkte 2,3 Rebounds und 0,7 Blocks im Schnitt.
Zu Beginn der NBA-Saison 2015/16 wechselte Withey zu den Utah Jazz.